# Barbus stigmatopygus
Barbus stigmatopygus е вид лъчеперка от семейство Шаранови (Cyprinidae). Видът не е застрашен от изчезване.

## Разпространение
Разпространен е в Буркина Фасо, Гвинея, Демократична република Конго, Египет, Етиопия, Камерун, Кот д'Ивоар, Мали, Нигер, Нигерия, Централноафриканска република, Чад и Южен Судан.

## Описание
На дължина достигат до 2,8 cm.